# Sphiximorpha
Sphiximorpha is een vliegengeslacht uit de familie van de zweefvliegen (Syrphidae).

## Soorten
- S. abdominalis (Curran, 1925)
- S. aldrichi (Hull, 1935)
- S. binominata (Verrall, 1901)
- S. cylindrica (Curran, 1921)
- S. durani (Shannon, 1925)
- S. gariboldi Rondani, 1860
- S. loewii (Williston, 1887)
- S. ontarioensis (Curran, 1921)
- S. petronillae Rondani, 1850
- S. schnablei (Williston, 1892)
- S. signifera (Loew, 1853)
- S. subsessilis

Grote fopblaaskop (Illiger in Rossi, 1807)
- S. worelli (Bradescu, 1972)